# Andarele
El Andarele es un género musical afroecuatoriano del litoral ecuatoriano que se caracteriza por tener influencias musicales europeas, a diferencia del resto de géneros relacionados con la marimba que o solo tienen raíces africanas o están relacionados con géneros indígenas como el agualarga.

## Reseña
Al andarele se lo interpreta normalmente con la maribma mientras un solista canta y el coro responde. Tiene un estilo similar al currulao o bambuco, sin embaro se diferencia por tener un compás de binario en 2/4. Esto se debe, según los estudios musicológicos a que está influenciado por el pasodoble europeo.
Es tocado al final de la fiesta ya que es común que su letra incluya el coro "Ay andarele, andarele" a lo que responde la gente "Andarele vamonó". En este sentido estaría relacionado con el albazo que es otro género musical que se toca al final de las fiestas, generalmente al alba.
Otro andarele muy conocido es "Viva Vargas Torres" un tema que forma parte del "Cancionero Alfarista" cuya letra hace referencia a la revolución liberal en Ecuador, específicamente como se llevó a cabo en Esmeraldas.

No nos asusta el combate ni nos da temor

ni nos da temor, ni nos da temor
porque aquí en la tierra verde
nos sobra el valor, nos sobra el valor
En esta tierra esmeraldeña
Luchamos por la libertad
Negros, blancos y mulatos
Buscaremos la igualdad
Nosotros somos el norte
Y el pendón del Ecuador/
Lucharemos por que impere
En la patria lo mejor
Vargas Torres es el guía
Y es ejemplo luchador
Nosotros con él soñamos

Democracia en Ecuador
Viva Vargas Torres